# Isabel de Valois i de Baviera
Isabel de Valois i de Baviera (francès: Isabelle de France)  (París, 9 de novembre de 1389 - Blois, 13 de setembre de 1409) fou princesa de França, reina consort d'Anglaterra (1396-1399) i duquessa consort de Valois i d'Orleans (1406-1409).

## Biografia
Nasqué el 9 de novembre de 1389 sent la filla del rei Carles VI de França i la seva esposa Elisabet de Baviera. Era neta per línia paterna del rei Carles V de França i Joana de Borbó, i per línia materna del duc Esteve III de Baviera i Taddea Visconti. Fou germana del rei Carles VII de França.

## Núpcies i descendents
Es casà el 1396 a la ciutat de Calais amb el rei Ricard II d'Anglaterra, sent la segona esposa d'aquest. D'aquesta unió no tingueren fills.
Es casà, en segones núpcies, el 29 de juny de 1406 a Compiègne amb el duc Carles I d'Orleans, cosí seu. D'aquesta unió tingueren una filla:
- la infanta Joana d'Orleans (1409-1432), casada el 1424 amb Joan II d'Alençon.

## Interessos polítics
Isabel de Valois fou casada a l'edat de 7 anys amb el rei Ricard II d'Anglaterra com a part d'un tractat de pau entre Anglaterra i França amb motiu de la Guerra dels Cent Anys. La cerimònia es va celebrar a Calais, però no es podia consumar almenys fins al dotzè aniversari de la núvia.
Des de la seva arribada a Anglaterra el rei Ricard va gaudir de l'estimació fraternal vers Isabel, la qual era massa petita per esdevenir en la seva esposa. L'any 1399, però, Ricard II fou deposat per Enric de Lancaster i fou assassinat l'any següent.
El nou rei anglès apartà la jove reina vídua de la cort reial del castell de Windsor, sent enviada a Sunninghill. Enric IV va planejar casar-la amb el seu hereu, però Isabel de Valois s'hi negà i s'entregà a un rigorós dol pel seu marit. Finalment el rei Enric IV casà el seu fill amb la germana d'Isabel i aquesta fou enviada de nou a França.
El 1404 el seu padrí Lluís I d'Orleans demanà la mà d'Isabel per al seu fill Carles I d'Orleans. El casament, realitzat dos anys després, provocà que Isabel es veiés rebaixada de categoria, ja que va passar de ser reina vídua a duquessa consort d'un espòs cinc anys més jove que ella. Fou en aquest moment que el rei Carles VI decidí elevar el títol del comtat de Valois al de ducat de Valois.
Isabel de Valois va morir el 13 de setembre de 1409 a Blois en donar a llum a la seva única filla. Fou enterrada a la capella de Notre-Dame des Bonnes Nouvelles, a l'abadia de Saint-Laumer de Blois. Posteriorment el rei Lluís XII de França traslladà les seves restes al monestir dels Celestins de París, que fou destruït durant la Revolució Francesa.